# 多刺秀体蚤
多刺秀体溞（学名：Diaphanosoma sarsi）为仙达溞科秀体溞属的动物。分布于印度尼西亚、大洋洲、南非洲、台湾岛以及中国大陆的广西、福建、浙江、江苏、安徽、湖北、四川、山东、河北、辽宁、吉林、云南等地，属于暖水种。其一般栖息于湖泊和池塘中。